# Grischa Prömel
Grischa Prömel (Stoccarda, 9 gennaio 1995) è un calciatore tedesco, centrocampista dell'Hoffenheim.

## Caratteristiche tecniche
È un centrocampista difensivo.

## Carriera

### Nazionale
Nel 2015 è stato convocato dalla Nazionale Under-20 tedesca per disputare i Mondiali di categoria. Nell'estate 2016 prende parte alle Olimpiadi di Rio, manifestazione in cui la squadra tedesca si aggiudica la medaglia d'argento nel torneo olimpico di calcio.

## Palmarès

### Nazionale
- Argento olimpico: 1

Rio de Janeiro 2016